# Радиотелевизионная башня (Москва)
Радиотелевизионная башня «Октод» — телевизионная и радиовещательная башня, в 2004—2024 годах располагавшаяся в Москве на территории Октябрьского радиоцентра по адресу ул. Демьяна Бедного, 24. Высота башни — 258 метров. Вес башни составлял 480 т без учёта оборудования, диаметр окружности основания — 36 м. Высота основания над уровнем моря около 150 метров, бывший владелец и эксплуатант — ООО «Октод».

## Проект
Радиотелевизионная башня в Москве стала третьей башней «сетчатого» типа, разработанного отделом высотных сооружений ЦНИИПСК им. Мельникова в 2000-2001 годах под руководством д.т.н, заслуженного строителя России Остроумова Б. В.
Башня рассчитана на следующие нагрузки:
- I ветровой район (карта 3 приложения 5 к СНиП «Нагрузки и воздействия»),
- II гололёдный район (карта 4 приложения 5 к СНиП «Нагрузки и воздействия»),
- расчётная эксплуатационная температура до −40 °C,
- расчётная сейсмичность — отсутствует.

Максимальное перемещение ствола башни при расчётной ветровой нагрузке достигается на верхней площадке на отм. 251,984 м и составляет 1,8 м.

## Конструктивное решение

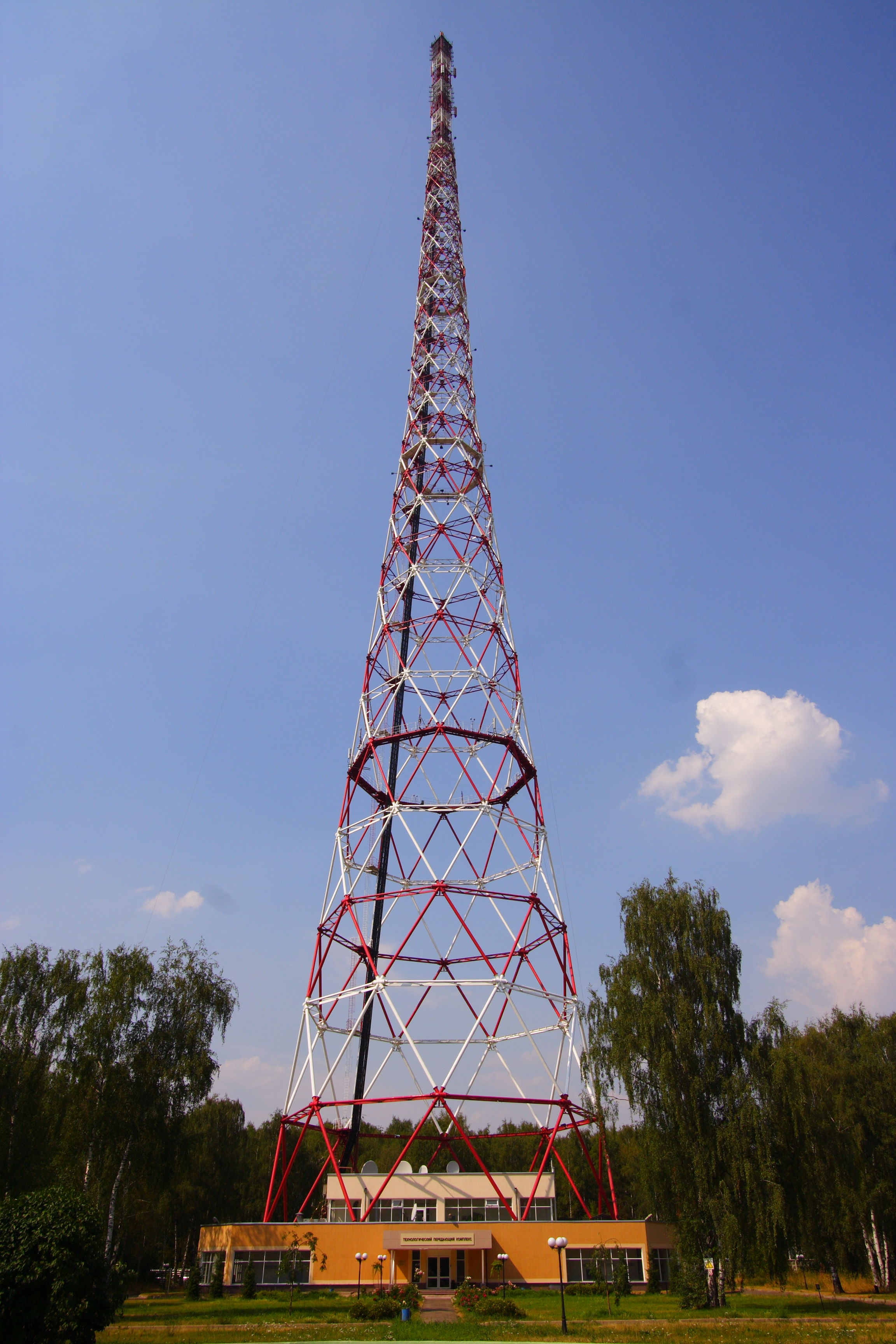
Технологический передающий комплекс служит фундаментом башни

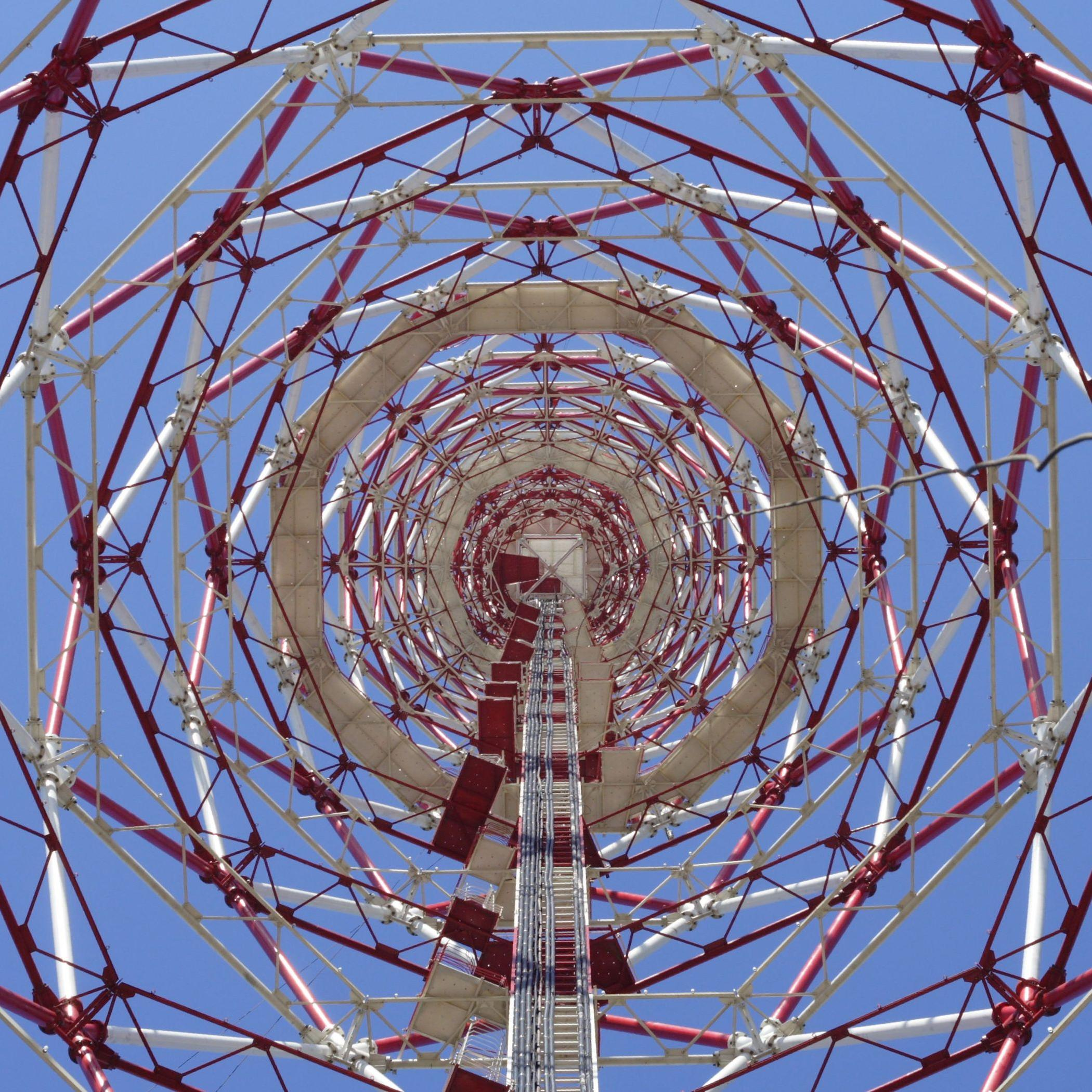
Вид от подножия башни

Башня выполнена в виде беспоясной пространственной металлической сетчатой оболочки из горячекатанных труб, составляющих ярусы и сходящихся в узлы. Конструкция является развитием двухсотметровой башни «Орион», построенной в Самаре в 2001—2002 годах. По аналогичным проектам построены две радиотелевизионные башни в Перми (180 и 275 метров), возводится башня РТРС во Владикавказе (210 метров).
Сечения труб — от 325×10 в нижних элементах до 168×6 в элементах верхних секций. Стержни опорной части башни выполняют функции поясных элементов и соединяются в вершинах восьмиугольных диафрагм, причём соседние по высоте диафрагмы смещены относительно друг друга на 22,5°, а размеры восьмиугольников уменьшаются при увеличении высоты. Диаметр описанной окружности в основании равен 36 м, а на отметке 201 м — ~ 5,6 м. На участке башни с 197 м по 201 м к основному несущему стволу присоединяется антенная четырёхгранная этажерка, продолжающаяся до отм. ~ 252 м. Ширина грани этажерки — 3 м. На верхней площадке установлена шестиметровая опора, на которой размещены мощные излучатели телевизионных сигналов. Эта опора и определяет полную высоту башни — 258 метров. Также, на верхней площадке находится поворотная лебёдка на кольцевом рельсе, служащая для проведения работ по монтажу и демонтажу антенно-фидерного оборудования.
Ввиду опасности возникновения карстовых провалов фундамент башни выполнен из монолитного железобетона В25—В30 в виде двух горизонтальных плит 40×40 метров, имеющих толщины 600 и 150 мм и соединённых колоннами высотой 4,5 м. В получившихся между колоннами «полостях фундамента» оборудовано двухэтажное здание технологического передающего комплекса, содержащее помещения для передатчиков и вспомогательного оборудования, комнаты для дежурного персонала и так далее.

## Изготовление
В силу необычной конструкции и высокой ответственности башня изготовлялась с повышенными требованиями к допускам размеров и чистоте поверхностей, близкими к машиностроительным стандартам, что нехарактерно для строительных металлоконструкций. В основном это касалось узлов башни, конструкция которых разрабатывалась в ЦНИИПСК и защищена патентом РФ. Металлоконструкции узлов башни изготавливались на ОАО «Тяжмаш» в г. Сызрани.

## Монтаж

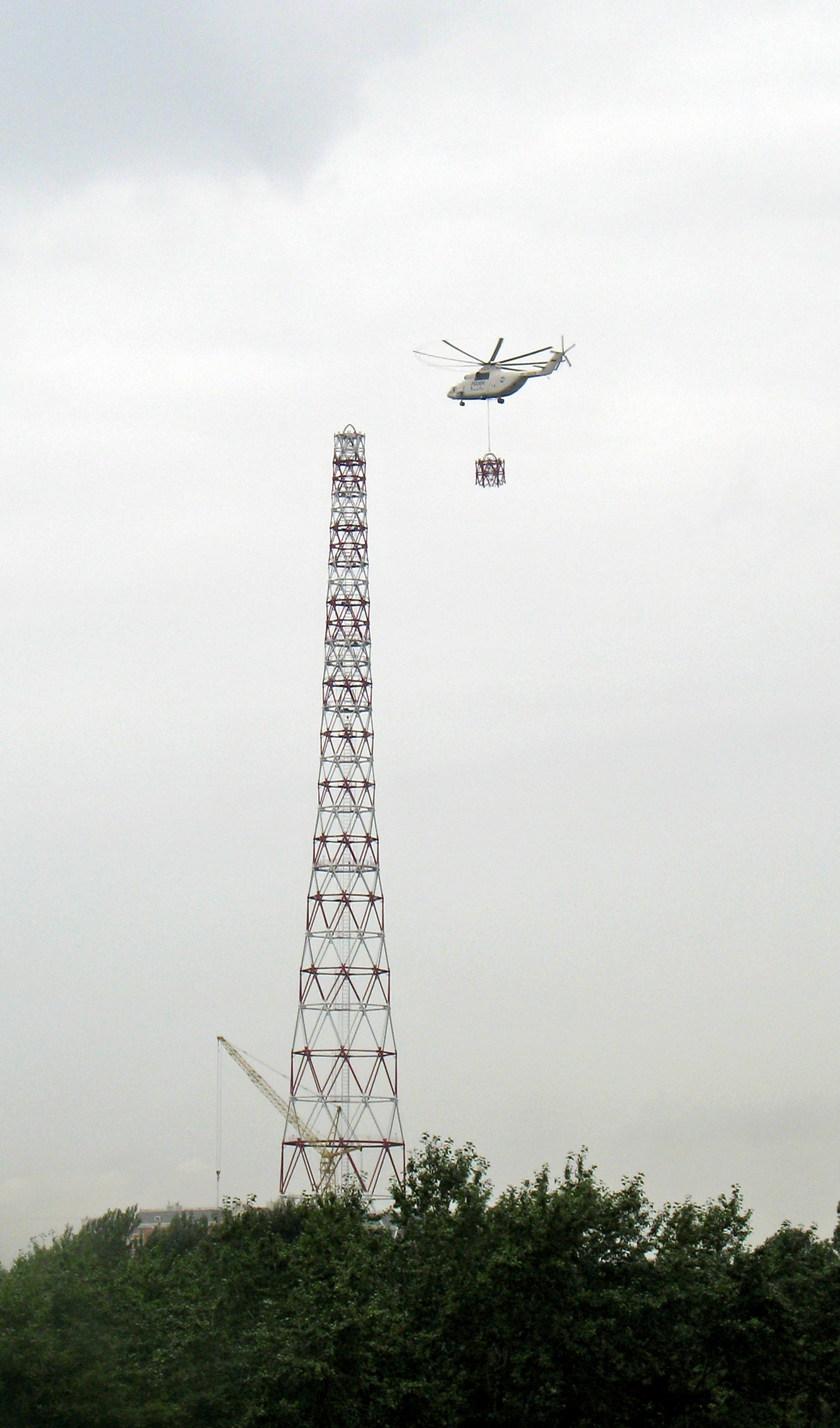
Процесс вертолётного монтажа

Монтаж башни осуществлён в 2004—2006 годах. Монтаж нижних секций осуществлялся при помощи кранов до отметки ~ 160 м. Верхняя часть была смонтирована специалистами краснодарской компании PANH в 2006 году методом вертолётного монтажа при помощи вертолёта Ми-26ТМ «Летающий кран» рег. № RA-06038.

## Телеканалы
| Название | Канал | Мощность, кВт | Примечания                               |
| -------- | ----- | ------------- | ---------------------------------------- |
| ТНТ      | 35    | 2,0           | отключён 1 октября 2020 года в 00:00 МСК |

DVB-H (принято решение о нецелесообразности внедрения DVB-H)
| Оператор                | Канал | Примечания                  |
| ----------------------- | ----- | --------------------------- |
| «Доминанта» (Вымпелком) | 26    | отключён в апреле 2012 года |
| «Кентавр» (Скартел)     | 36    | отключён в апреле 2012 года |

На вершине башни установлена антенна для телевещания высотой 8 метров. На башне также находятся антенны базовых станций сотовой связи на отметках 106 м и 152 м. До апреля 2022 года производилось вещание ряда радиостанций московского FM диапазона: Радио Дача, Восток FM, Весна FM, Такси FM, Новое радио, Серебряный дождь, ZHARA FM, Наше радио, Радио «Маяк», Радио 7 на семи холмах, Радио Книга / Радио 1, Capital FM, Love Radio. С лета 2021 по весну 2022 данные радиоканалы поэтапно переведены в Балашихинскую радиомачту и Останкинскую телебашню.

## Демонтаж
В 2020 году согласно распоряжению Москомархитектуры по основной деятельности № 843 от 11.06.2020 земля бывшего Октябрьского радиоцентра была отдана под застройку.
В августе 2022 года начат демонтаж конструкций башни. С сентября 2022 года специалистами ООО «ДемонтажЭксперт» на башне ведутся работы по разбору металлоконструкций, при демонтаже нескольких секций была замечена коррозия, внутри перекладин одной из секций обнаружена вода. Работы несколько раз приостанавливались из-за нарушения пунктов договора заказчиком. К ноябрю 2024 башня была разобрана.